# Mykolajiwka (Synelnykowe)
Mykolajiwka (ukrainisch Миколаївка; russisch Николаевка Nikolajewka) ist ein Dorf im Osten der ukrainischen Oblast Dnipropetrowsk mit etwa 3000 Einwohnern (2024).

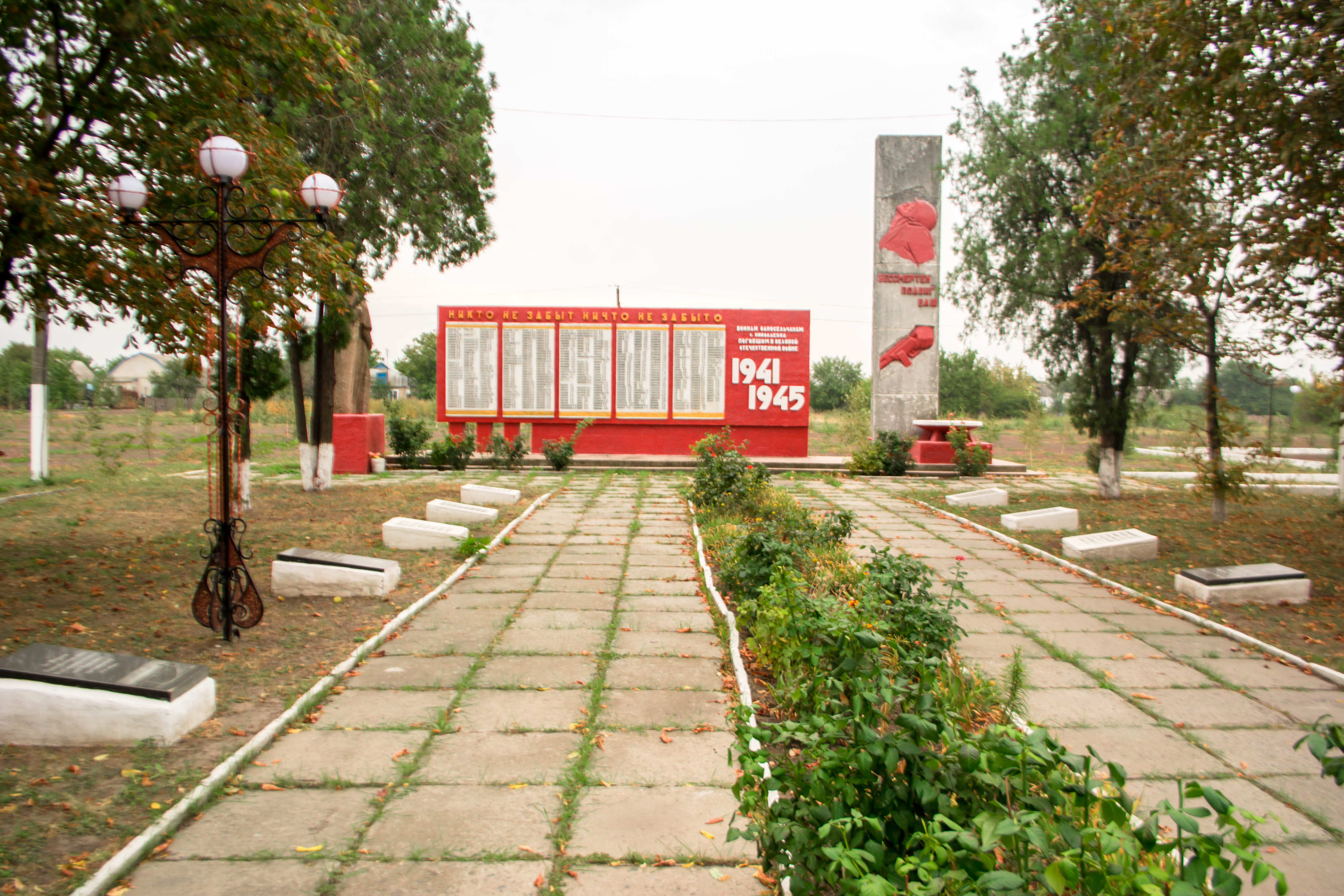
Denkmal im Ort

Das auf dem linken Ufer der Samara im Jahr 1776 gegründete Dorf liegt an der Fernstraße M 04 etwa 115 km östlich vom Oblastzentrum Dnipro, 10 km östlich von Dmytriwka und 14 km südwestlich vom ehemaligen Rajonzentrum Petropawliwka.

## Verwaltungsgliederung
Am 28. März 2017 wurde das Dorf zum Zentrum der neugegründeten Landgemeinde Mykolajiwka (Миколаївська сільська громада/Mychajliwska silska hromada). Zu dieser zählten auch die 9 in der untenstehenden Tabelle aufgelisteten Dörfer sowie die Ansiedlung Wassylkiwske, bis dahin bildete es die gleichnamige Landratsgemeinde Mykolajiwka (Миколаївська сільська рада/Mychajliwska silska rada) im Süden des Rajons Petropawliwka.
Am 12. Juni 2020 kam noch die 6 Dörfer Baschany, Dmytriwka, Kardaschi, Olefiriwka, Tschumaky und Widrodschennja zum Gemeindegebiet.
Am 17. Juli 2020 kam es im Zuge einer großen Rajonsreform zum Anschluss des Rajonsgebietes an den Rajon Synelnykowe.
Folgende Orte sind neben dem Hauptort Mykolajiwka Teil der Gemeinde:
| Name                     | Name             | Name                                   |
| ukrainisch transkribiert | ukrainisch       | russisch                               |
| ------------------------ | ---------------- | -------------------------------------- |
| Baschany                 | Бажани           | Бажаны                                 |
| Dmytriwka                | Дмитрівка        | Дмитровка (Dmitrowka)                  |
| Kardaschi                | Кардаші          | Кардаши                                |
| Kateryniwka              | Катеринівка      | Катериновка (Katerinowka)              |
| Kuninowa                 | Кунінова         | Кунинова                               |
| Malomykolajiwka          | Маломиколаївка   | Малониколаевка (Malonikolajewka)       |
| Marjina Roschtscha       | Мар’їна Роща     | Марьина Роща                           |
| Nowoprytschepyliwka      | Новопричепилівка | Новопричепиловка (Nowopritschepilowka) |
| Olefiriwka               | Олефірівка       | Олефировка (Olefirowka)                |
| Petriwka                 | Петрівка         | Петровка (Petrowka)                    |
| Russakowe                | Русакове         | Русаково (Russakowo)                   |
| Saporischschja           | Запоріжжя        | Запорожье (Saporoschje)                |
| Sydorenko                | Сидоренко        | Сидоренко (Sidorenko)                  |
| Tschumaky                | Чумаки           | Чумаки (Tschumaki)                     |
| Wassylkiwske             | Васильківське    | Васильковское (Wassilkowskoje)         |
| Widrodschennja           | Відродження      | Видродження (Widrodschennja)           |